# Melchior de la Mars

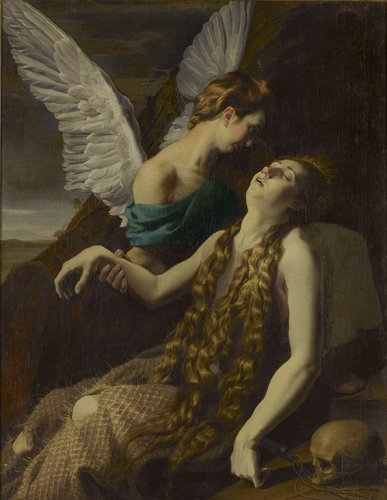
Maria Magdalena in extase

Melchior de la Mars (1580/1590 – 1650) (ook Melchior DelaMars of Melchior de Lemars) was een Vlaamse barokschilder actief in Gent en Brussel. Er zijn twee gesigneerde werken van de kunstenaar bekend. De anderen worden aan hem toegewezen op basis van overeenkomsten.

## Leven
Er is weinig bekend over zijn leven. In 1621 ondertekende en dateerde hij zijn schilderij de Besnijdenis van het Kindje Jezus. Een jaar later signeerde hij de Maria Magdalena in extase. De kunstenaar was tot 1622 ingeschreven in het Sint-Lucasgilde . Daarna wordt hij niet meer vermeld in de gilde-archieven. 

## Stijl

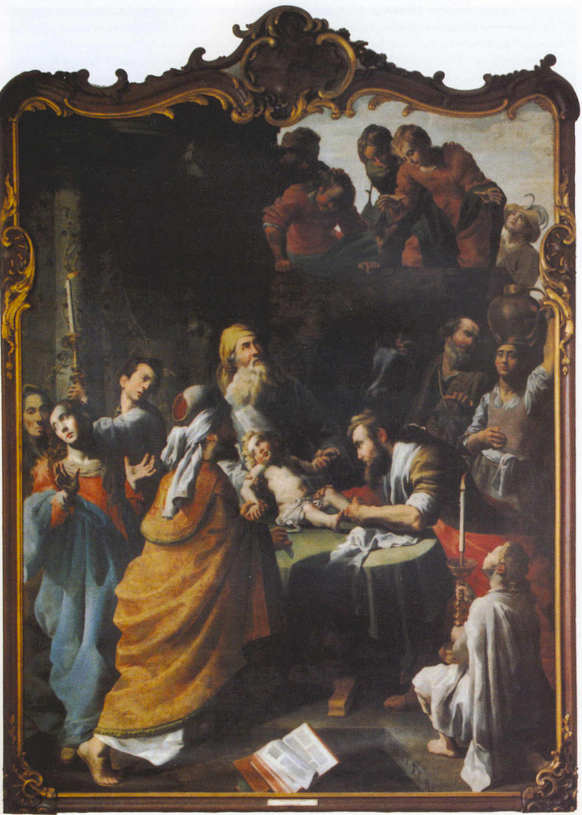
De besnijdenis van het kindje Jezus

Melchior de la Mars combineert clair-obscur met de maniëristische figuren. Dit kwalificeert hem als een vroege vertegenwoordiger van de Gentse Caravaggisti, die voorafgingen aan de terugkeer in 1621 van Jan Janssens uit Rome. Ook Gerard Seghers en Theodoor van Loon behoorden tot deze groep.

## Werken
- De besnijdenis van het kindje Jezus (1621, Augustijnenklooster, Gent). De opdracht kwam van het Broederschap van het Heilig Bloed: Christus' besnijdenis was als het ware zijn eerste 'bloedoffer'. Het contract bleef bewaard.
- Maria Magdalena in extase (circa 1622, Koninklijke musea voor schone kunsten, 86,5 x 111,6 cm, inv. nr. 12030.

Andere werken worden aan hem toegeschreven:
- De heilige Sebastiaan bevrijd door de Romeinse weduwe Irene en haar dienares (circa 1620/1625, MSK Gent, 130 x 100 cm, Inv. nr. 2022-H)[2]
- Laat de kinderen tot mij komen (Sint-Janskerk, Mechelen)
- De bewening vande stervende Maria Magdalena ( circa 1622-1629,The Phoebus Foundation, Antwerpen)[3]
- Het martelaarschap van de heilige Bartholomeus[4]